# پاولوف (ناحیه هاولیتشکوف برود)
پاولوف (به چکی: Pavlov) یک منطقهٔ مسکونی در جمهوری چک است که در ناحیه هاولیتشکوف برود واقع شده‌است. پاولوف ۴٫۹۵ کیلومتر مربع مساحت و ۱۰۳ نفر جمعیت دارد و ۴۶۷ متر بالاتر از سطح دریا واقع شده‌است.